# Anina
Anina (en húngaro: Stájerlakanina) es una ciudad con estatus de oraș de Rumania en el distrito de Caraș-Severin.

## Geología
En 2002, los más antiguos restos humanos modernos en Europa fueron descubiertos en una cueva cerca de Anina. Apodado "Ion din Anina" ( Juan de Anina ), los restos (la mandíbula inferior) son unos 42.000 años de antigüedad.
Anina representa una de las localidades más importantes de los Cárpatos del sur de fósiles del Jurásico, las plantas y los animales, ya que el patrimonio geológico aquí es particularmente diversa y bien conservada (Popa, 2001, 2005). Anina es un fósil-Lagerstätte para la biota del Jurásico Temprano, lo terrestre Formación Steierdorf-Hettangiense Sinemuriano de la grabación de una riquísima asociación floral, pistas de vertebrados e invertebrados, huellas y madrigueras. Este patrimonio paleontológico fue descubierto también por las obras mineras importantes, como las minas subterráneas y minas a cielo abierto, las obras que permiten los tres estudios dimensionales de los depósitos continentales, una oportunidad única en Europa y en el mundo, hasta que el lamentable del cierre de la última gran mina en 2006. Aun así, los vertederos de estériles de las antiguas minas y las antiguas minas a cielo abierto de Ponor y Colonia Ceha muy ricos en material vegetal, y que representan el tema de la conservación local, como sitios o Sitios de Especial Interés Científico (SEIC) en conserva.
El Jurásico temprano (Hettangiense - Sinemuriano) flora está representada por Briófitos (hepáticas), pteridofitas (Filicopsida, Sphenopsida, Lycopsida) y gimnospermas (Pteridospermopsida, Ginkgopsida, Cycadopsida, Coniferopsida), con numerosos generadores de carbón (Givulescu, 1998, Popa y Van Konijnenburg - Van Cittert, 2005). Túneles de vertebrados muy raros se han descrito recientemente (Popa y Kedzior, 2006), estas madrigueras se informó anteriormente sólo de tres apariciones en el mundo (Sudáfrica, Arizona y Argentina), pistas de tetrápodos como Batrachopus cf. deweyi (Popa, 2000), y pistas de saurópodos de Parabrontopodus sp. Tipo (Pienkowski et al., 2009).
Vista desde Oravița - Anina tren de montaña en 2010.
Casas cerca de la Oravița - tren de montaña Anina.
Las formaciones marinas del Jurásico Medio son también extremadamente rica en invertebrados marinos y flotaban restos florales, mientras que el Jurásico Superior y Cretácico Inferior pantalla unidades de cuenca y características de la plataforma de carbonatos (Bucur, 1997).
El patrimonio industrial minero de carbón también es muy significativa, con la arquitectura y pozos que todavía se conservan, como el Pit Norte (Anina Pit I), Pit II, Pit IV (al lado del Valle de Terezia) industrial austriaco. Actividades de la minería del carbón se inició en 1792, después del primer afloramiento de carbón fue descubierto por Matthew Hammer.
El ferrocarril Anina-Oravita fue el primero en Rumania, construido en 1856, que todavía está en uso hoy en día con fines turísticos, y es uno de los más bellos ferrocarriles en Europa debido a la muy pintorescos paisajes, viaductos y túneles de gran longitud.
Anina se produce entre Parque nacional Cheile Nerei-Beuşniţa y Parque nacional Semenic-Cheile Caraşului, y debido a su patrimonio natural e industrial merece el estatus de un geoparque, un estado muy necesaria para una importante área tan geológico e histórico.

## Geografía
Se encuentra a una altitud de 583 m s. n. m. a 473 km de la capital, Bucarest.

## Demografía
Según estimación 2012 contaba con una población de 9 070 habitantes.
| 1948 | 1956   | 1966   | 1977   | 1992   | 2002  | 2012  |
| s/d  | 11 837 | 14 063 | 11 478 | 11 329 | 91 67 | 9 070 |